# Kreisgericht Meiningen (Sachsen-Meiningen)
Das Kreisgericht Meiningen war 1849 bis 1879 ein Kreisgericht im Herzogtum Sachsen-Meiningen mit Sitz in Meiningen.

## Geschichte
In Meiningen bestanden seit 1829 das Kreis- und Stadtgericht Meiningen sowie Patrimonialgerichte. Nach der Märzrevolution wurden in Sachsen-Meiningen die Patrimonialgerichte abgeschafft und die Gerichte zum 1. Dezember 1850 als Kreisgerichte zusammengefasst. Bei den Kreisgerichten wurden Gerichtsdeputationen (an vier Standorten als „Landgericht“ bezeichnet) an den bisherigen Gerichtsstandorten eingerichtet. In Meiningen entstand das Kreisgericht Meiningen. Diesem waren die Gerichtsdeputation Meiningen und das Landgericht Wasungen zugeordnet. Die zweite Instanz bildete das Appellationsgericht Meiningen.
Nach der Einführung der Reichsjustizgesetze 1879 entstand die Gerichtsstruktur, die bis zum Ende des Staates Bestand haben sollte. In Sachsen-Meiningen wurde dies mit dem Gesetz vom 16. Dezember 1878, betreffend Ausführungsbestimmungen zum deutschen Gerichtsverfassungsgesetz und der Verordnung vom 28. April 1879, betreffend die Sitze und Bezirke der künftigen Amtsgerichte umgesetzt. Das Kreisgericht Meiningen und seine Deputation wurden aufgelöst und stattdessen folgende Amtsgerichte gebildet: Amtsgericht Meiningen und Amtsgericht Wasungen.

## Organisation
Das Gericht war 1857 für 32.033 Gerichtseingesessene zuständig, darunter bei der Deputation Meiningen selbst für 21.063. Es waren ein Direktor und drei Assessoren am Gericht beschäftigt. Organisatorisch bestand es aus den Deputationen für Strafsachen, für Rechtssachen und für freiwillige Gerichtsbarkeit.